# Burg Neuhausen (Holzheim)
Die Burgruine Neuhausen ist die Ruine einer Höhenburg westlich von Neuhausen in der Gemeinde Holzheim.

## Geschichte
Die Burg wurde im 13. Jahrhundert für die Grafen von Kirchberg errichtet und um 1280 urkundlich erwähnt. 1344 durch Ulmer Büger niedergebrannt, erfolgte in der Folge der Wiederaufbau der Burg durch den Ulmer Patrizier Peter Ströhlin. Die Bischöfe von Augsburg verkauften die Burg 1746 an die Karthause Buxheim. 1756 ist die Burg abgebrannt und in der Folge verfallen. Sie wurde 1803 bis auf den spätmittelalterlichen „Römerturm“ abgebrochen. 1831 waren Teile der Graben- und Zwingermauer angeblich noch erhalten.
Die Burgruine steht unter der Aktennummer D-7-75-126-6 unter Denkmalschutz.